# Tegostoma pudicalis
Tegostoma pudicalis là một loài bướm đêm trong họ Crambidae.